# УАЕ тур 2025.
УАЕ тур 2025. било је седмо издање етапне бициклистичке трке УАЕ тура, који је одржан у Уједињеним Арапским Емиратима у периоду од 17. до 23. фебруара 2025. године, као трећа трка у оквиру UCI ворлд тура 2025. Трка је имала седам етапа, укупне дужине од 1.013.2 km, старт је био у Мадинат Заједу у емирату Абу Даби, док је последња етапа вожена до планине Џебел хафет, на граници Уједињених Арапских Емирата и Омана. Највећи фаворит био је двоструки побједник трке Тадеј Погачар, док су остали фаворити били побједник трке 2024. Ленерт ван Етвелт, Пељо Билбао, Карлос Родригез и Оскар Онли, а од спринтера највећи фаворити су били Јаспер Филипсен, Тим Мерлије и Џонатан Милан.
Трку је освојио Погачар, минут и 14 секунди испред Ђулиа Чиконеа, чиме је поставио рекордну разлику између побједника и другопласираног у историји трке. На трећем мјесту је завршио Билбао, пет секунди иза Чиконеа, а седам секунди испред Ивана Ромеа који је освојио класификацију за најбољег младог возача. Класификацију по поенима освојио је Милан, 19 поена испред Погачара, док је спринт класификацију освојио Ђорђе Ђурић, а тимску класификацију Мовистар. Милан, Мерлије и Погачар су остварили по двије етапне побједе, а једну је остварио Џошуа Тарлинг, на хронометру.

## Тимови
На трци је учествовало 20 тимова, са по седам возача. Свих 18 ворлд тур тимова имало је аутоматску позивницу, али нису били обавезни да учествују јер су могли да прескоче сваку трку која је додата у ворлд тур послије 2017. године, док су два најбоља про тур тима за претходну сезону такође имали аутоматску позивницу за све ворлд тур трке. Аркеа—бб хотелс, Групама—ФДЈ и Кофидис нису учествовали, Лото и Израел—премијер тех су били најбољи про тур тимови на крају сезоне 2024. и имали су загарантовано учешће на свим ворлд тур тркама, док су специјалне позивнице добили Тудор про сајклинг, Солушен тех—Вини фантини и ВФ груп—Бардијани—ЦСФ фаизане.
UCI ворлд тур тимови:
| - Алпесин—декунинк - Бахреин—викторијус - Визма—лејз а бајк - Декатлон АГ2Р ла мондијал - ЕФ едукејшон—изипост - Инеос гренадирс - Интермарше—ванти | - Лидл—трек - Мовистар - Пикник постнл - Ред бул—Бора–ханзго - Судал—Квик-степ - УАЕ тим емирејтс ХРГ - ХДС Астана - Џејко—алула |

UCI про тур тимови:
| - ВФ груп—Бардијани—ЦСФ фаизане - Израел—премијер тех - Лото | - Тудор про сајклинг - Солушен тех—Вини фантини |

## Новчане награде
Укупан новчани фонд на трци износио је 300.000 евра. Побједник је добио 35.500, другопласирани 16.000, трећепласирани 9.500, четвртопласирани 5.250, а награде је добијало првих 20 возача, с тим да су возачи од 17. до 20. мјеста добијали по 700 евра. Побједник класификације по поенима добио је 6.000, другопласирани 2.500, трећепласирани 2.000, а награде је добијало десет првопласираних возача. Побједник класификације за најбољег младог возача добио је 4.000, другопласирани 2.000, трећепласирани 1.000, а награде је добијало десет првопласираних возача. Побједник спринт класификације добио је 2.000, другопласирани 1.000, трећепласирани 800 евра, а награде је добијало пет првопласираних возача. Побједник тимске класификације добио је 4.000, другопласирани 2.000, трећепласирани 1.000, а награде је добијало пет првопласираних тимова. Лидер генералног пласмана на свакој етапи је добијао по 1.500 евра, лидер класификације по поенима 1.000, лидер класификације за најбољег младог возача 800, лидер спринт класификације 400, а најбољи тим 500 евра.
Побједник сваке појединачне етапе добијао је по 6.500, другопласирани 3.000, трећепласирани 1.900, четвртопласирани 1.300, петопласирани 1.100, а награде је добијало првих 20 возача, с тим да су возачи од 16. до 20. мјеста добијали по 250 евра.
| Позиција | Етапе      | Класификације     | Класификације            | Класификације                           | Класификације        | Класификације |
| Позиција | Етапе      | Генерални пласман | Класификација по поенима | Класификација за најбољег младог возача | Спринт класификација |               |
| Позиција | Етапе      | Генерални пласман | Класификација по поенима | Најбољи млади возач                     | Спринт класификација | Тимови        |
| -------- | ---------- | ----------------- | ------------------------ | --------------------------------------- | -------------------- | ------------- |
| 1.       | 6.500 евра | 35.500 евра       | 6.000 евра               | 4.000 евра                              | 2.000 евра           | 4.000 евра    |
| 2.       | 3.000 евра | 16.000 евра       | 2.500 евра               | 2.000 евра                              | 1.000 евра           | 2.000 евра    |
| 3.       | 1.900 евра | 9.500 евра        | 2.000 евра               | 1.000 евра                              | 800 евра             | 1.000 евра    |
| 4.       | 1.300 евра | 5.250 евра        | 1.000 евра               | 700 евра                                | 500 евра             | 500 евра      |
| 5.       | 1.100 евра | 3.900 евра        | 1.000 евра               | 500 евра                                | 250 евра             | 500 евра      |
| 6.       | 800 евра   | 3.050 евра        | 800 евра                 | 500 евра                                | –                    | –             |
| 7.       | 800 евра   | 3.050 евра        | 800 евра                 | 300 евра                                | –                    | –             |
| 8.       | 700 евра   | 2.200 евра        | 500 евра                 | 200 евра                                | –                    | –             |
| 9.       | 700 евра   | 2.200 евра        | 500 евра                 | 100 евра                                | –                    | –             |
| 10.      | 600 евра   | 1.350 евра        | 200 евра                 | 100 евра                                | –                    | –             |
| 11.      | 400 евра   | 1.150 евра        | –                        | –                                       | –                    | –             |
| 12.      | 400 евра   | 1.150 евра        | –                        | –                                       | –                    | –             |
| 13.      | 400 евра   | 1.150 евра        | –                        | –                                       | –                    | –             |
| 14.      | 400 евра   | 850 евра          | –                        | –                                       | –                    | –             |
| 15.      | 400 евра   | 850 евра          | –                        | –                                       | –                    | –             |
| 16.      | 250 евра   | 850 евра          | –                        | –                                       | –                    | –             |
| 17.      | 250 евра   | 700 евра          | –                        | –                                       | –                    | –             |
| 18.      | 250 евра   | 700 евра          | –                        | –                                       | –                    | –             |
| 19.      | 250 евра   | 700 евра          | –                        | –                                       | –                    | –             |
| 20.      | 250 евра   | 700 евра          | –                        | –                                       | –                    | –             |
| Дневно   |            | 1.500 евра        | 1.000 евра               | 800 евра                                | 400 евра             | 500 евра      |

## Рута и етапе
| Етапа  | Датум       | Рута                                                            | Дистанца | Тип     | Тип                     | Побједник           | Реф.   |
| ------ | ----------- | --------------------------------------------------------------- | -------- | ------- | ----------------------- | ------------------- | ------ |
| 1.     | 17. фебруар | Мадинат Зајед — Вила палас                                      | 138      |         | Равна етапа             | Џонатан Милан (ИТА) | [ 19 ] |
| 2.     | 18. фебруар | Ел Худајриат — Ел Худајриат                                     | 12.2     |         | Индивидуални хронометар | Џошуа Тарлинг (УК)  | [ 20 ] |
| 3.     | 19. фебруар | Рас ел Хаима — Џебел џес                                        | 179      |         | Планинска етапа         | Тадеј Погачар (СЛО) | [ 21 ] |
| 4.     | 20. фебруар | Фуџера Кидфа бич — Ум ел Кејвејн                                | 181      |         | Равна етапа             | Џонатан Милан (ИТА) | [ 22 ] |
| 5.     | 21. фебруар | Амерички универзитет у Дубаију — Универзитет Хамдан бин Мохамед | 160      |         | Равна етапа             | Тим Мерлије (БЕЛ)   | [ 23 ] |
| 6.     | 22. фебруар | Абу Даби — Абу Даби                                             | 167      |         | Равна етапа             | Тим Мерлије (БЕЛ)   | [ 24 ] |
| 7.     | 23. фебруар | Стадион Хаза бин Зајед — Џебел хафет                            | 176      |         | Планинска етапа         | Тадеј Погачар (СЛО) | [ 25 ] |
| Укупно | Укупно      | Укупно                                                          | 1.013.2  | 1.013.2 | 1.013.2                 | 1.013.2             |        |

## Етапе

### 1. етапа
17. фебруар 2025. — Мадинат Зајед — Вила палас, 138 km
| Позиција | Возач                       | Тим                  | Вријеме    |
| -------- | --------------------------- | -------------------- | ---------- |
| 1.       | Џонатан Милан (ИТА)         | Лидл—трек            | 3ч 31' 34" |
| 2.       | Фин Фишер Блек (НЗЛ)        | Ред бул—Бора–ханзго  | + 0"       |
| 3.       | Тобијас Лунд Андерсен (ДАН) | Пикник постнл        | + 0"       |
| 4.       | Ленерт ван Етвелт (БЕЛ)     | Лото                 | + 0"       |
| 5.       | Оскар Онли (УК)             | Пикник постнл        | + 0"       |
| 6.       | Арон Гејт (НЗЛ)             | ХДС Астана           | + 0"       |
| 7.       | Харолд Техада (КОЛ)         | ХДС Астана           | + 0"       |
| 8.       | Лионел Таменио (БЕЛ)        | Лото                 | + 0"       |
| 9.       | Фил Баухаус (ЊЕМ)           | Бахреин—викторијус   | + 0"       |
| 10.      | Тадеј Погачар (СЛО)         | УАЕ тим емирејтс ХРГ | + 0"       |

| Позиција | Возач                       | Тим                  | Вријеме    |
| -------- | --------------------------- | -------------------- | ---------- |
| 1.       | Џонатан Милан (ИТА)         | Лидл—трек            | 3ч 31' 24" |
| 2.       | Фин Фишер Блек (НЗЛ)        | Ред бул—Бора–ханзго  | + 4"       |
| 3.       | Тобијас Лунд Андерсен (ДАН) | Пикник постнл        | + 6"       |
| 4.       | Ленерт ван Етвелт (БЕЛ)     | Лото                 | + 10"      |
| 5.       | Оскар Онли (УК)             | Пикник постнл        | + 10"      |
| 6.       | Арон Гејт (НЗЛ)             | ХДС Астана           | + 10"      |
| 7.       | Харолд Техада (КОЛ)         | ХДС Астана           | + 10"      |
| 8.       | Лионел Таменио (БЕЛ)        | Лото                 | + 10"      |
| 9.       | Фил Баухаус (ЊЕМ)           | Бахреин—викторијус   | + 10"      |
| 10.      | Тадеј Погачар (СЛО)         | УАЕ тим емирејтс ХРГ | + 10"      |

### 2. етапа
22. јануар 2025. — Ел Худајриат — Ел Худајриат, 12.2 km
| Позиција | Возач                  | Тим                       | Вријеме |
| -------- | ---------------------- | ------------------------- | ------- |
| 1.       | Џошуа Тарлинг (УК)     | Инеос гренадирс           | 12' 55" |
| 2.       | Стефан Бисежер (ШВА)   | Декатлон АГ2Р ла мондијал | + 13"   |
| 3.       | Тадеј Погачар (СЛО)    | УАЕ тим емирејтс ХРГ      | + 18"   |
| 4.       | Џеј Вајн (АУС)         | УАЕ тим емирејтс ХРГ      | + 21"   |
| 5.       | Макс Валшајд (ЊЕМ)     | Џејко—алула               | + 24"   |
| 6.       | Пабло Кастриљо (ШПА)   | Мовистар                  | + 27"   |
| 7.       | Иван Ромео (ШПА)       | Мовистар                  | + 28"   |
| 8.       | Пељо Билбао (ШПА)      | Бахреин—викторијус        | + 39"   |
| 9.       | Флоријан Вермерш (БЕЛ) | УАЕ тим емирејтс ХРГ      | + 39"   |
| 10.      | Фин Фишер Блек (НЗЛ)   | Ред бул—Бора–ханзго       | + 40"   |

| Позиција | Возач                | Тим                       | Вријеме    |
| -------- | -------------------- | ------------------------- | ---------- |
| 1.       | Џошуа Тарлинг (УК)   | Инеос гренадирс           | 3ч 44' 29" |
| 2.       | Стефан Бисежер (ШВА) | Декатлон АГ2Р ла мондијал | + 13"      |
| 3.       | Тадеј Погачар (СЛО)  | УАЕ тим емирејтс ХРГ      | + 18"      |
| 4.       | Џеј Вајн (АУС)       | УАЕ тим емирејтс ХРГ      | + 21"      |
| 5.       | Пабло Кастриљо (ШПА) | Мовистар                  | + 27"      |
| 6.       | Иван Ромео (ШПА)     | Мовистар                  | + 28"      |
| 7.       | Фин Фишер Блек (НЗЛ) | Ред бул—Бора–ханзго       | + 34"      |
| 8.       | Пељо Билбао (ШПА)    | Бахреин—викторијус        | + 39"      |
| 9.       | Бруно Армираил (ФРА) | Декатлон АГ2Р ла мондијал | + 41"      |
| 10.      | Харолд Техада (КОЛ)  | ХДС Астана                | + 42"      |

### 3. етапа
23. јануар 2025. — Рас ел Хаима — Џебел џес, 179 km
| Позиција | Возач                   | Тим                       | Вријеме    |
| -------- | ----------------------- | ------------------------- | ---------- |
| 1.       | Тадеј Погачар (СЛО)     | УАЕ тим емирејтс ХРГ      | 4ч 36' 04" |
| 2.       | Оскар Онли (УК)         | Пикник постнл             | + 0"       |
| 3.       | Феликс Гал (АУТ)        | Декатлон АГ2Р ла мондијал | + 0"       |
| 4.       | Ленерт ван Етвелт (БЕЛ) | Лото                      | + 0"       |
| 5.       | Ђулио Чиконе (ИТА)      | Лидл—трек                 | + 0"       |
| 6.       | Фин Фишер Блек (НЗЛ)    | Ред бул—Бора–ханзго       | + 0"       |
| 7.       | Иван Ромео (ШПА)        | Мовистар                  | + 4"       |
| 8.       | Пабло Кастриљо (ШПА)    | Мовистар                  | + 4"       |
| 9.       | Метју Ричитело (САД)    | Израел—премијер тех       | + 4"       |
| 10.      | Пол Сегзас (ФРА)        | Декатлон АГ2Р ла мондијал | + 4"       |

| Позиција | Возач                   | Тим                  | Вријеме    |
| -------- | ----------------------- | -------------------- | ---------- |
| 1.       | Тадеј Погачар (СЛО)     | УАЕ тим емирејтс ХРГ | 8ч 20' 41" |
| 2.       | Џошуа Тарлинг (УК)      | Инеос гренадирс      | + 18"      |
| 3.       | Пабло Кастриљо (ШПА)    | Мовистар             | + 23"      |
| 4.       | Иван Ромео (ШПА)        | Мовистар             | + 24"      |
| 5.       | Фин Фишер Блек (НЗЛ)    | Ред бул—Бора–ханзго  | + 26"      |
| 6.       | Џеј Вајн (АУС)          | УАЕ тим емирејтс ХРГ | + 33"      |
| 7.       | Ђулио Чиконе (ИТА)      | Лидл—трек            | + 34"      |
| 8.       | Пељо Билбао (ШПА)       | Бахреин—викторијус   | + 35"      |
| 9.       | Харолд Техада (КОЛ)     | ХДС Астана           | + 38"      |
| 10.      | Ленерт ван Етвелт (БЕЛ) | Лото                 | + 38"      |

### 4. етапа
24. јануар 2025. — Фуџера Кидфа бич — Ум ел Кејвејн, 181 km
| Позиција | Возач                    | Тим                | Вријеме    |
| -------- | ------------------------ | ------------------ | ---------- |
| 1.       | Џонатан Милан (ИТА)      | Лидл—трек          | 3ч 55' 15" |
| 2.       | Тим Мерлије (БЕЛ)        | Судал—Квик-степ    | + 0"       |
| 3.       | Јаспер Филипсен (БЕЛ)    | Алпесин—декунинк   | + 0"       |
| 4.       | Данијел Маклеј (АУС)     | Визма—лејз а бајк  | + 0"       |
| 5.       | Фернандо Гавирија (КОЛ)  | Мовистар           | + 0"       |
| 6.       | Фабио Јакобсен (ХОЛ)     | Пикник постнл      | + 0"       |
| 7.       | Дилан Груневеген (ХОЛ)   | Џејко—алула        | + 0"       |
| 8.       | Фил Баухаус (ЊЕМ)        | Бахреин—викторијус | + 0"       |
| 9.       | Стефен де Шојтенер (БЕЛ) | Лото               | + 0"       |
| 10.      | Гербен Тајсен (БЕЛ)      | Интермарше—ванти   | + 0"       |

| Позиција | Возач                   | Тим                  | Вријеме     |
| -------- | ----------------------- | -------------------- | ----------- |
| 1.       | Тадеј Погачар (СЛО)     | УАЕ тим емирејтс ХРГ | 12ч 23' 42" |
| 2.       | Џошуа Тарлинг (УК)      | Инеос гренадирс      | + 18"       |
| 3.       | Пабло Кастриљо (ШПА)    | Мовистар             | + 23"       |
| 4.       | Иван Ромео (ШПА)        | Мовистар             | + 24"       |
| 5.       | Фин Фишер Блек (НЗЛ)    | Ред бул—Бора–ханзго  | + 26"       |
| 6.       | Џеј Вајн (АУС)          | УАЕ тим емирејтс ХРГ | + 33"       |
| 7.       | Ђулио Чиконе (ИТА)      | Лидл—трек            | + 34"       |
| 8.       | Пељо Билбао (ШПА)       | Бахреин—викторијус   | + 35"       |
| 9.       | Харолд Техада (КОЛ)     | ХДС Астана           | + 38"       |
| 10.      | Ленерт ван Етвелт (БЕЛ) | Лото                 | + 38"       |

### 5. етапа
25. јануар 2025. — Амерички универзитет у Дубаију — Универзитет Хамдан бин Мохамед, 160 km
| Позиција | Возач                | Тим                  | Вријеме    |
| -------- | -------------------- | -------------------- | ---------- |
| 1.       | Тим Мерлије (БЕЛ)    | Судал—Квик-степ      | 3ч 16' 55" |
| 2.       | Матео Малучели (ИТА) | ХДС Астана           | + 0"       |
| 3.       | Џонатан Милан (ИТА)  | Лидл—трек            | + 0"       |
| 4.       | Сем Велсфорд (АУС)   | Ред бул—Бора—ханзгро | + 0"       |
| 5.       | Одед Когут (ИЗР)     | Израел—премијер тех  | + 0"       |
| 6.       | Мајкел Зајлард (ХОЛ) | Тудор про сајклинг   | + 0"       |
| 7.       | Дани ван Попел (ХОЛ) | Ред бул—Бора—ханзгро | + 0"       |
| 8.       | Фил Баухаус (ЊЕМ)    | Бахреин—викторијус   | + 0"       |
| 9.       | Елмар Рајндерс (ХОЛ) | Џејко—алула          | + 0"       |
| 10.      | Лука Мезгец (СЛО)    | Џејко—алула          | + 0"       |

| Позиција | Возач                   | Тим                  | Вријеме     |
| -------- | ----------------------- | -------------------- | ----------- |
| 1.       | Тадеј Погачар (СЛО)     | УАЕ тим емирејтс ХРГ | 15ч 40' 34" |
| 2.       | Џошуа Тарлинг (УК)      | Инеос гренадирс      | + 21"       |
| 3.       | Иван Ромео (ШПА)        | Мовистар             | + 27"       |
| 4.       | Фин Фишер Блек (НЗЛ)    | Ред бул—Бора–ханзго  | + 28"       |
| 5.       | Џеј Вајн (АУС)          | УАЕ тим емирејтс ХРГ | + 36"       |
| 6.       | Ђулио Чиконе (ИТА)      | Лидл—трек            | + 37"       |
| 7.       | Пељо Билбао (ШПА)       | Бахреин—викторијус   | + 38"       |
| 8.       | Ленерт ван Етвелт (БЕЛ) | Лото                 | + 38"       |
| 9.       | Харолд Техада (КОЛ)     | ХДС Астана           | + 41"       |
| 10.      | Оскар Онли (УК)         | Пикник постнл        | + 44"       |

### 6. етапа
26. јануар 2025. — Абу Даби — Абу Даби, 167 km
| Позиција | Возач                    | Тим                           | Вријеме    |
| -------- | ------------------------ | ----------------------------- | ---------- |
| 1.       | Тим Мерлије (БЕЛ)        | Судал—Квик-степ               | 3ч 44' 14" |
| 2.       | Јаспер Филипсен (БЕЛ)    | Алпесин—декунинк              | + 0"       |
| 3.       | Џонатан Милан (ИТА)      | Лидл—трек                     | + 0"       |
| 4.       | Макс Валшајд (ЊЕМ)       | Џејко—алула                   | + 0"       |
| 5.       | Фабио Јакобсен (ХОЛ)     | Пикник постнл                 | + 0"       |
| 6.       | Душан Рајовић (СРБ)      | Солушен тех—Вини фантини      | + 0"       |
| 7.       | Данијел Скерл (ИТА)      | Бахреин—викторијус            | + 0"       |
| 8.       | Енрико Цанончело (ИТА)   | ВФ груп—Бардијани—ЦСФ фаизане | + 0"       |
| 9.       | Сем Велсфорд (АУС)       | Ред бул—Бора—ханзгро          | + 0"       |
| 10.      | Стефен де Шојтенер (БЕЛ) | Лото                          | + 0"       |

| Позиција | Возач                   | Тим                  | Вријеме     |
| -------- | ----------------------- | -------------------- | ----------- |
| 1.       | Тадеј Погачар (СЛО)     | УАЕ тим емирејтс ХРГ | 19ч 24' 48" |
| 2.       | Џошуа Тарлинг (УК)      | Инеос гренадирс      | + 21"       |
| 3.       | Иван Ромео (ШПА)        | Мовистар             | + 27"       |
| 4.       | Фин Фишер Блек (НЗЛ)    | Ред бул—Бора–ханзго  | + 28"       |
| 5.       | Џеј Вајн (АУС)          | УАЕ тим емирејтс ХРГ | + 36"       |
| 6.       | Ђулио Чиконе (ИТА)      | Лидл—трек            | + 37"       |
| 7.       | Пељо Билбао (ШПА)       | Бахреин—викторијус   | + 38"       |
| 8.       | Ленерт ван Етвелт (БЕЛ) | Лото                 | + 38"       |
| 9.       | Харолд Техада (КОЛ)     | ХДС Астана           | + 41"       |
| 10.      | Оскар Онли (УК)         | Пикник постнл        | + 44"       |

### 7. етапа
26. јануар 2025. — Стадион Хаза бин Зајед — Џебел хафет, 176 km
| Позиција | Возач                      | Тим                  | Вријеме    |
| -------- | -------------------------- | -------------------- | ---------- |
| 1.       | Тадеј Погачар (СЛО)        | УАЕ тим емирејтс ХРГ | 3ч 44' 04" |
| 2.       | Ђулио Чиконе (ИТА)         | Лидл—трек            | + 33"      |
| 3.       | Пељо Билбао (ШПА)          | Бахреин—викторијус   | + 35"      |
| 4.       | Иван Ромео (ШПА)           | Мовистар             | + 49"      |
| 5.       | Оскар Онли (УК)            | Пикник постнл        | + 1' 16"   |
| 6.       | Пабло Кастриљо (ШПА)       | Мовистар             | + 1' 25"   |
| 7.       | Фин Фишер Блек (НЗЛ)       | Ред бул—Бора–ханзго  | + 2' 05"   |
| 8.       | Вилијам Лесерф млађи (БЕЛ) | Судал—Квик-степ      | + 2' 11"   |
| 9.       | Патрик Конрад (УК)         | Лидл—трек            | + 2' 33"   |
| 10.      | Рамсес Дебројне (ИТА)      | Алпесин—декунинк     | + 2' 51"   |

| Позиција | Возач                      | Тим                  | Вријеме     |
| -------- | -------------------------- | -------------------- | ----------- |
| 1.       | Тадеј Погачар (СЛО)        | УАЕ тим емирејтс ХРГ | 23ч 08' 42" |
| 2.       | Ђулио Чиконе (ИТА)         | Лидл—трек            | + 1' 14"    |
| 3.       | Пељо Билбао (ШПА)          | Бахреин—викторијус   | + 1' 19"    |
| 4.       | Иван Ромео (ШПА)           | Мовистар             | + 1' 26"    |
| 5.       | Оскар Онли (УК)            | Пикник постнл        | + 2' 10"    |
| 6.       | Фин Фишер Блек (НЗЛ)       | Ред бул—Бора–ханзго  | + 2' 43"    |
| 7.       | Пабло Кастриљо (ШПА)       | Мовистар             | + 2' 59"    |
| 8.       | Вилијам Лесерф млађи (БЕЛ) | Судал—Квик-степ      | + 3' 49"    |
| 9.       | Харолд Техада (КОЛ)        | ХДС Астана           | + 3' 52"    |
| 10.      | Патрик Конрад (УК)         | Лидл—трек            | + 4' 00"    |

## Класификације
На УАЕ Туру додјељивале су се четири различите мајице, за четири класификације, за које је објављено да садрже елементе који представљају насљеђе Уједињених Арапских Емирата, пустињске дине, отпорна стабла мескита, поморску историјау са чамцима дау и културну традицију соколарства. Мајице је обезбиједила италијанска компанија Ale, која је дизајнирала мајице за трку пету годину заредом. Мајице за лидере сваке класификације биле су другачије боје, а свака боја је представљала елемент насљеђа Емирата и додјељивале су се лидерима од краја прве етапе.
- Прва и најважнија класификација био је генерални пласман; побједник генералног пласмана је такође и побједник трке. Пласман се рачунао тако што су се на времена возача остварена на првој етапи, додавала времена остварена на свакој наредној.[44] Три првопласирана возача на свакој етапи осим хронометра добијали су временску бонификацију од 10, 6 и 4 секунде, а у току трке, на означеним пролазним циљевима, додјељивале су се такође секунде бонификације, за прву тројицу возача, од 3, 2 и 1 секунде.[45] Возач са најмањим укупним временом у току трку носио је црвену мајицу и сматра се побједником на крају трке.[44] Спонзор мајице била је холдинг компанија ,[46] док је мајица инспирисана пустињским динама и симболизује издржљивост бициклиста.[47] У случају да су возачи били изједначени, гледале су се прво стотинке остварене на хронометру,  затим бољи пласмани на етапама а у случају да су изједначени по свему, као опција рачунала се позиција остварена на последњој етапи.[44]

- Једна од другостепених класификација била је класификација по поенима. На свакој етапи, поене је добијало првих десет возача, а број поена који се додјељивао је исти, без обзира на тип етапе.[48] Побједник је добијао 20 поена, другопласирани 16, трећепласирани 12, док су возачи од четвртог до десетог мјеста добијали 9, 7, 5, 4, 3, 2 и 1 поен.[48] На свакој етапи постојала су два пролазна циља, на којима су четири првопласирана возача добијала поене, који су се рачунали и за спринт класификацију и за класификацију по поенима.[49] Првопласирани је добијао 8 поена, другопласирани 5, трећепласирани 3, а четвртопласирани 1 поен.[48] Лидер класификације носио је зелену мајицу, чији је спонзор била инвестициона компанија ,[50] док је мајица инспирисана стаблима мескита која опстају у пустињским условима.[47] У случају да су возачи били изједначени, гледао се број етапних побједа, а затим број побједа на пролазним циљевима, док се као последња опција гледала позиција возача у генералном пласману на крају трке.[51]

- Једна од другостепених класификација била је и спринт класификација. На свакој етапи постојала су два пролазна циља, на којима су четири првопласирана возача добијала поене, који су се рачунали и за спринт класификацију и за класификацију по поенима.[49] Првопласирани је добијао 8 поена, другопласирани 5, трећепласирани 3, а четвртопласирани 1 поен.[44] Лидер класификације носио је црну мајицу, чији је спонзор била компанија за развој некретнина Aldar Properties,[52] док је мајица инспирисана соколарстом које има историјски значај у Емиратима.[47] У случају да су возачи били изједначени прво се гледао број побједа на пролазним циљевима а затим позиција у генералном пласману.[44]

- Четврта мајица која се додјељивала је за најбољег младог возача. У класификацији су се такмичили само возачи млађи од 25 година, а лидер се одлучивао према оствареном времену, исто као и за генерални пласман.[44] Пласман се рачунао тако што су се на времена возача остварена на првој етапи, додавала времена остварена на свакој наредној.[44] Три првопласирана возача на свакој етапи добијали су временску бонификацију од 10, 6 и 4 секунде, а у току трке, на означеним пролазним циљевима, добијале су се такође секунде бонификације, за прву тројицу возача, од 3, 2 и 1 секунда.[45] Возач са најмањим укупним временом у току трку носио је бијелу мајицу и сматра се побједником класификације на крају трке.[44] Спонзор мајице био је Nakhel,[53] компанија за развој некретнина у Дубаију,[54] а била је инспирисана чамцима дау, који одражавају историју поморства у земљи.[47]

- Последња класификација била је тимска класификација, која се рачунала тако што су се на крају сваке етапе сабирала времена прве тројице из сваког тима, а водећи тим био је тим са најмањим укупним временом.[44] У случају да су тимови били изједначени, рачунало се укупно вријеме тројице најбољих возача на етапи, а затим позиција најбоље пласираног возача на етапи.[44]

| Етапа | Побједник     | Генерални пласман | Класификација по поенима | Спринт класификација | Најбољи млади возач | Тимска класификација |
| ----- | ------------- | ----------------- | ------------------------ | -------------------- | ------------------- | -------------------- |
| 1.    | Џонатан Милан | Џонатан Милан     | Џонатан Милан            | Мануеле Тароци       | Џонатан Милан       | Ред бул—Бора–ханзго  |
| 2.    | Џошуа Тарлинг | Џошуа Тарлинг     | Џошуа Тарлинг            | Мануеле Тароци       | Џошуа Тарлинг       | Инеос гренадирс      |
| 3.    | Тадеј Погачар | Тадеј Погачар     | Тадеј Погачар            | Карлос Самудио       | Џошуа Тарлинг       | Инеос гренадирс      |
| 4.    | Џонатан Милан | Тадеј Погачар     | Џонатан Милан            | Ђорђе Ђурић          | Џошуа Тарлинг       | Инеос гренадирс      |
| 5.    | Тим Мерлије   | Тадеј Погачар     | Џонатан Милан            | Ђорђе Ђурић          | Џошуа Тарлинг       | Мовистар             |
| 6.    | Тим Мерлије   | Тадеј Погачар     | Џонатан Милан            | Ђорђе Ђурић          | Џошуа Тарлинг       | Мовистар             |
| 7.    | Тадеј Погачар | Тадеј Погачар     | Џонатан Милан            | Ђорђе Ђурић          | Иван Ромео          | Мовистар             |
| Крај  | Крај          | Тадеј Погачар     | Џонатан Милан            | Ђорђе Ђурић          | Иван Ромео          | Мовистар Team        |

- На хронометру на другој етапи, Тобијас Лунд Андерсен, који је био на трећем мјесту у класификацији по поенима, носио је зелену мајицу, за лидера класификације јер је првопласирани Џонатан Милан носио црвену мајицу за лидера трке а другопласирани Фин Фишер Блек је носио мајицу шампиона Новог Зеланда у вожњи на хронометар.[55] Ленерт ван Етвелт, који је био на трећем мјесту у класификацији за најбољег младог возача, носио је бијелу мајицу за лидера класификације јер је првопласирани Милан носио црвену мајицу за лидера трке а другопласирани Фишер Блек је носио мајицу шампиона Новог Зеланда у вожњи на хронометар.[55]
- На трећој етапи, Милан, који је био на другом мјесту у класификацији по поенима, носио је зелену мајицу за лидера класификације јер је првопласирани Џошуа Тарлинг носио црвену мајицу за лидера трке.[56] Пабло Кастриљо, који је био на другом мјесту у класификацији за најбољег младог возача, носио је бијелу мајицу за лидера класификације јер је првопласирани Тарлинг носио црвену мајицу за лидера трке.[56]
- На четвртој етапи, Оскар Онли, који је био на другом мјесту у класификацији по поенима, носио је зелену мајицу за лидера класификације јер је првопласирани Тадеј Погачар носио црвену мајицу за лидера трке.[57]

## Резултати
| Легенда     | Легенда                                  | Легенда       | Легенда                                                     |
| ----------- | ---------------------------------------- | ------------- | ----------------------------------------------------------- |
| црвена      | Означава побједника генералног пласмана  | Зелена мајица | Означава побједника класификације по поенима                |
| Црна мајица | Означава побједника спринт класификације | Бијела мајица | Означава побједника класификације за најбољег младог возача |

### Генерални пласман
| Позиција | Возач                      | Тим                  | Вријеме     |
| -------- | -------------------------- | -------------------- | ----------- |
| 1.       | Тадеј Погачар (СЛО)        | УАЕ тим емирејтс ХРГ | 23ч 08' 42" |
| 2.       | Ђулио Чиконе (ИТА)         | Лидл—трек            | + 1' 14"    |
| 3.       | Пељо Билбао (ШПА)          | Бахреин—викторијус   | + 1' 19"    |
| 4.       | Иван Ромео (ШПА)           | Мовистар             | + 1' 26"    |
| 5.       | Оскар Онли (УК)            | Пикник постнл        | + 2' 10"    |
| 6.       | Фин Фишер Блек (НЗЛ)       | Ред бул—Бора–ханзго  | + 2' 43"    |
| 7.       | Пабло Кастриљо (ШПА)       | Мовистар             | + 2' 59"    |
| 8.       | Вилијам Лесерф млађи (БЕЛ) | Судал—Квик-степ      | + 3' 49"    |
| 9.       | Харолд Техада (КОЛ)        | ХДС Астана           | + 3' 52"    |
| 10.      | Патрик Конрад (АУТ)        | Лидл—трек            | + 4' 00"    |

### Класификација по поенима
| Позиција | Возач                   | Тим                           | Поени |
| -------- | ----------------------- | ----------------------------- | ----- |
| 1.       | Џонатан Милан (ИТА)     | Лидл—трек                     | 81    |
| 2.       | Тадеј Погачар (СЛО)     | УАЕ тим емирејтс ХРГ          | 62    |
| 3.       | Тим Мерлије (БЕЛ)}      | Судал—Квик-степ               | 59    |
| 4.       | Ђорђе Ђурић (СРБ)       | Солушен тех—Вини фантини      | 46    |
| 5.       | Карлос Самудио (ПАН)    | Солушен тех—Вини фантини      | 38    |
| 6.       | Мануеле Тароци (ИТА)    | ВФ груп—Бардијани—ЦСФ фаизане | 33    |
| 7.       | Оскар Онли (УК)         | Пикник постнл                 | 30    |
| 8.       | Фин Фишер Блек (НЗЛ)    | Ред бул—Бора–ханзго           | 29    |
| 9.       | Ленерт ван Етвелт (БЕЛ) | Лото                          | 26    |
| 10.      | Ђулио Чиконе (ИТА)      | Лидл—трек                     | 23    |

### Спринт класификација
| Позиција | Возач                   | Тим                           | Поени |
| -------- | ----------------------- | ----------------------------- | ----- |
| 1.       | Ђорђе Ђурић (СРБ)       | Солушен тех—Вини фантини      | 46    |
| 2.       | Карлос Самудио (ПАН)    | Солушен тех—Вини фантини      | 38    |
| 3.       | Мануеле Тароци (ИТА)    | ВФ груп—Бардијани—ЦСФ фаизане | 33    |
| 4.       | Џонатан Милан (ИТА)     | Лидл—трек                     | 17    |
| 5.       | Тадеј Погачар (СЛО)     | УАЕ тим емирејтс ХРГ          | 9     |
| 6.       | Ленерт ван Етвелт (БЕЛ) | Лото                          | 8     |
| 7.       | Лоренцо Квартучи (ИТА)  | Солушен тех—Вини фантини      | 5     |
| 8.       | Роби Гис (БЕЛ)          | Алпесин—декунинк              | 5     |
| 9.       | Мајкл Ленард (КАН)      | Инеос гренадирс               | 5     |
| 10.      | Фин Фишер Блек (НЗЛ)    | Ред бул—Бора–ханзго           | 3     |

### Класификација за најбољег младог возача
| Позиција | Возач                      | Тим                           | Вријеме     |
| -------- | -------------------------- | ----------------------------- | ----------- |
| 1.       | Иван Ромео (ШПА) }}        | Мовистар                      | 23ч 10' 08" |
| 2.       | Оскар Онли (УК)            | Пикник постнл                 | + 44"       |
| 3.       | Фин Фишер Блек (НЗЛ)       | Ред бул—Бора–ханзго           | + 1' 17"    |
| 4.       | Пабло Кастриљо (ШПА)       | Мовистар                      | + 1' 33"    |
| 5.       | Вилијам Лесерф млађи (БЕЛ) | Судал—Квик-степ               | + 2' 23"    |
| 6.       | Ленерт ван Етвелт (БЕЛ)    | Лото                          | + 3' 17"    |
| 7.       | Георг Стајнхаузер (БЕЛ)    | ЕФ едукејшон—изипост          | + 3' 35"    |
| 8.       | Метју Ричитело (САД)       | Израел—премијер тех           | + 4' 55"    |
| 9.       | Алесандро Пинарело (ИТА)   | ВФ груп—Бардијани—ЦСФ фаизане | + 5' 55"    |
| 10.      | Џошуа Тарлинг (УК)         | Инеос гренадирс               | + 6' 54"    |

### Тимска класификација
| Позиција | Тим                       | Вријеме     |
| -------- | ------------------------- | ----------- |
| 1.       | Мовистар                  | 69ч 35' 16" |
| 2.       | Лидл—трек                 | + 6' 03"    |
| 3.       | Бахреин—викторијус        | + 7' 51"    |
| 4.       | Ред бул—Бора–ханзго       | + 9' 43"    |
| 5.       | Декатлон АГ2Р ла мондијал | + 10' 38"   |
| 6.       | УАЕ тим емирејтс ХРГ      | + 12' 18"   |
| 7.       | ЕФ едукејшон—изипост      | + 19' 29"   |
| 8.       | Израел—премијер тех       | + 20' 02"   |
| 9.       | ХДС Астана                | + 22' 54"   |
| 10.      | Инеос гренадирс           | + 25' 45"   |